# 岩下世志
岩下 世志（いわした よし、1944年5月10日 - ）は、日本の実業家。株式会社ゼロ（前・日産陸送株式会社）元代表取締役会長・社長、日産自動車株式会社元取締役上席常務。

## 人物・経歴
1944年5月10日生まれ。1967年3月、立教大学経済学部卒業。同年4月、日産自動車株式会社入社。生産管理部門に10年間在籍し海外部門へ異動。
1997年同社取締役、1999年同社取締役上席常務を歴任。
2000年6月、日産陸送株式会社代表取締役社長、2001年5月、日産自動車からのMBOを完了し、同年6月に日産陸送株式会社から株式会社ゼロに商号変更。2014年8月、同社代表取締役会長に就任。
2016年9月、会長を退任し相談役名誉会長に就任。